# Pressens publicitetsregler
Pressens publicitetsregler är de 17 pressetiska regler som press, TV och radio i Sverige frivilligt har utfärdat. Denna hållning gäller med stöd av de restriktioner som finns i tryckfrihetsförordningen och yttrandefrihetsgrundlagen. 

## Reglerna i korthet
Dessa etiska regler är i korthet:
- Att ge korrekta nyheter
- Att bemöta kritik mot etiken och sakuppgifter
- Respektera den personliga integriteten
- Vara varsam med bilder så att de inte vilseleder
- Vara objektiv och lyfta fram flera åsikter
- Vara försiktig med att publicera namn

Om någon känner sig kränkt kan de vända sig till Medieombudsmannen (MO) som behandlar anmälningar.

## Kompletta regler
Publicitetsregler
Publicitetsreglerna är ett frivilligt etiskt komplement till Sveriges grundlagar som reglerar yttrande och tryckfrihet. Dessa regler är 17 stycken till antalet.
Ge korrekta nyheter
- Massmediernas roll i samhället och allmänhetens förtroende för dessa medier kräver korrekt och allsidig nyhetsförmedling.
- Var kritisk mot nyhetskällorna. Kontrollera sakuppgifter så noggrant som omständigheterna medger, även om de tidigare har publicerats. Ge läsaren/mottagaren möjlighet att skilja mellan faktaredovisning och kommentarer.
- Löpsedel, rubrik och ingress skall ha täckning i texten.
- Slå vakt om den dokumentära bilden. Var noga med att bilder och grafiska illustrationer är korrekta och inte utnyttjas på ett missvisande sätt.

Var generös med bemötanden
- Felaktig sakuppgift skall rättas, när det är påkallat. Den som gör anspråk på att bemöta ett påstående skall, om det är befogat, beredas tillfälle till genmäle. Rättelse och genmäle skall i lämplig form publiceras utan dröjsmål och på så sätt att de kan uppmärksammas av dem som har fått del av de ursprungliga uppgifterna. Observera att ett genmäle inte alltid kräver en redaktionell kommentar.
- Publicera utan dröjsmål Pressens Opinionsnämnds klandrande uttalanden i fall som rör den egna tidningen.

Respektera den personliga integriteten
- Överväg noga publicitet som kan kränka privatlivets helgd. Avstå från sådan publicitet om inte ett uppenbart allmänintresse kräver offentlig belysning.
- Iaktta stor försiktighet vid publicering av självmord och självmordsförsök särskilt av hänsyn till anhöriga och vad ovan sagts om privatlivets helgd.
- Visa alltid offren för brott och olyckor största möjliga hänsyn. Pröva noga publicering av namn och bild med hänsyn tagen till offren och deras anhöriga.
- Framhäv inte berörda personers etniska ursprung, kön, nationalitet, yrke, politisk tillhörighet, religiös åskådning eller sexuell läggning om det saknar betydelse i sammanhanget och är missaktande.

Var varsam med bilder
- Vad som i dessa regler sägs gäller i tillämpliga delar även om bildmaterial.
- Bildmontage, retuschering på elektronisk väg eller bildtext får ej utformas så att det vilseleder eller lurar läsaren. Ange alltid i direkt anslutning till bilden om den är förändrad genom montage eller retusch. Detta gäller även vid arkivering.

Hör båda sidor
- Sträva efter att ge personer, som kritiseras i faktaredovisande material tillfälle att bemöta kritiken samtidigt. Sträva också efter att återge alla parters ståndpunkter. Var uppmärksam på att anmälningar av olika slag kan ha till enda syfte att skada den som blivit anmäld.
- Tänk på att en person, misstänkt för brott, i lagens mening alltid betraktas som oskyldig om fällande dom inte föreligger. Den slutliga utgången av en skildrad rättssak bör redovisas.

Var försiktig med namn
- Överväg noga konsekvenserna av en namnpublicering som kan skada människor. Avstå från sådan publicering om inte ett uppenbart allmänintresse kräver att namn anges.
- Om inte namn anges undvik att publicera bild eller uppgift om yrke, titel, ålder, nationalitet, kön eller annat, som gör en identifiering möjlig.
- Observera att hela ansvaret för namn- och bildpublicering faller på den som återger materialet.